# Achtstundentag

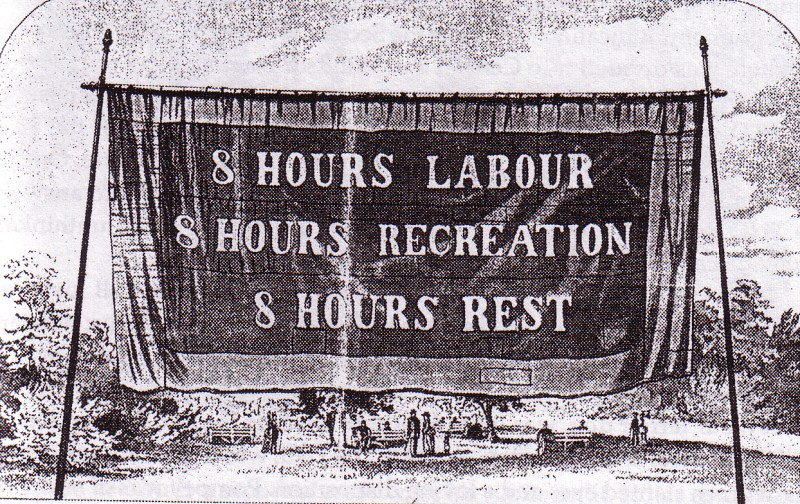
Achtstundentag-Banner, Melbourne (1856)

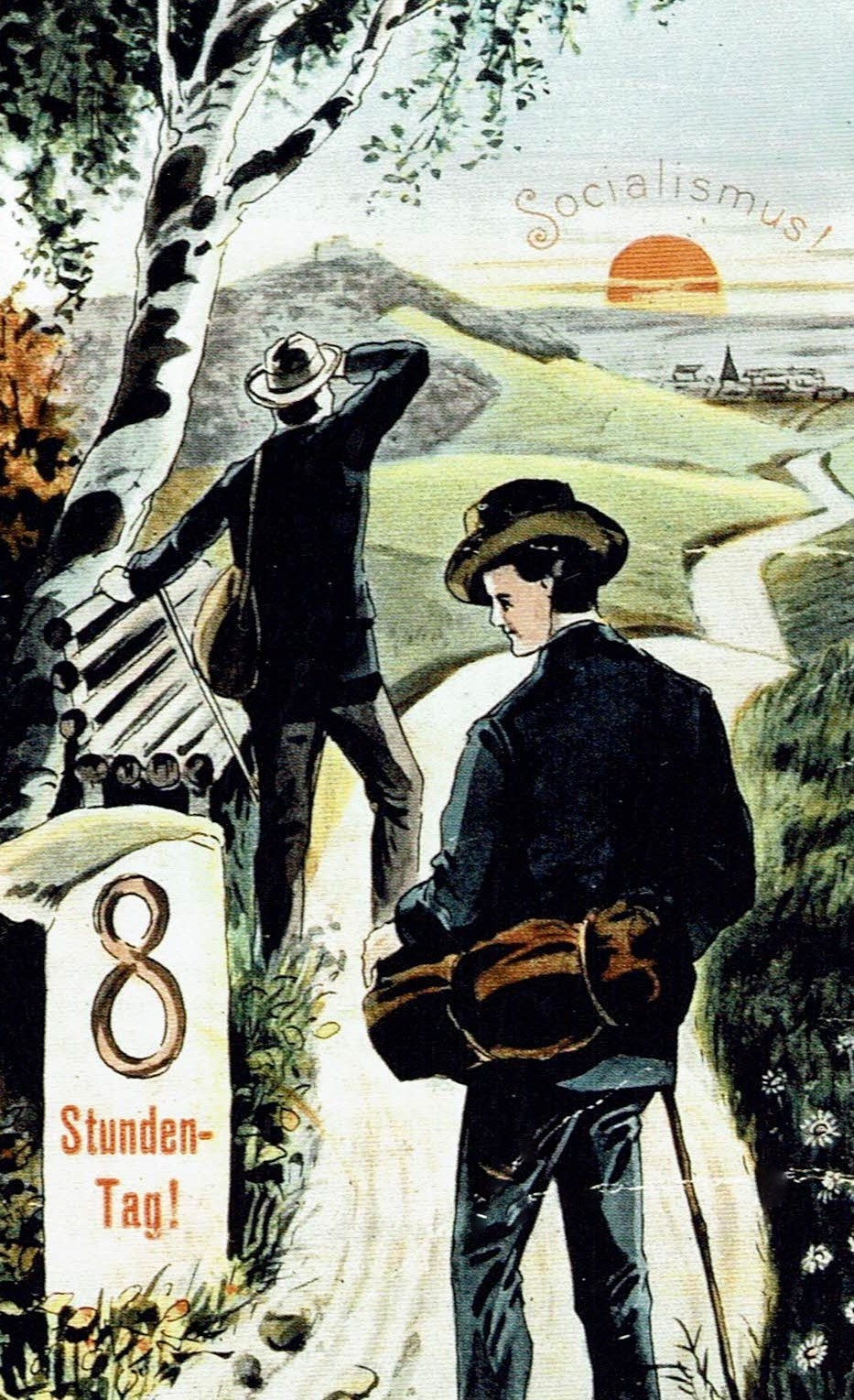
Bildpostkarte der Arbeiterbewegung um 1900: Nahziel 8-Stunden-Tag – Fernziel Sozialismus in Deutschland

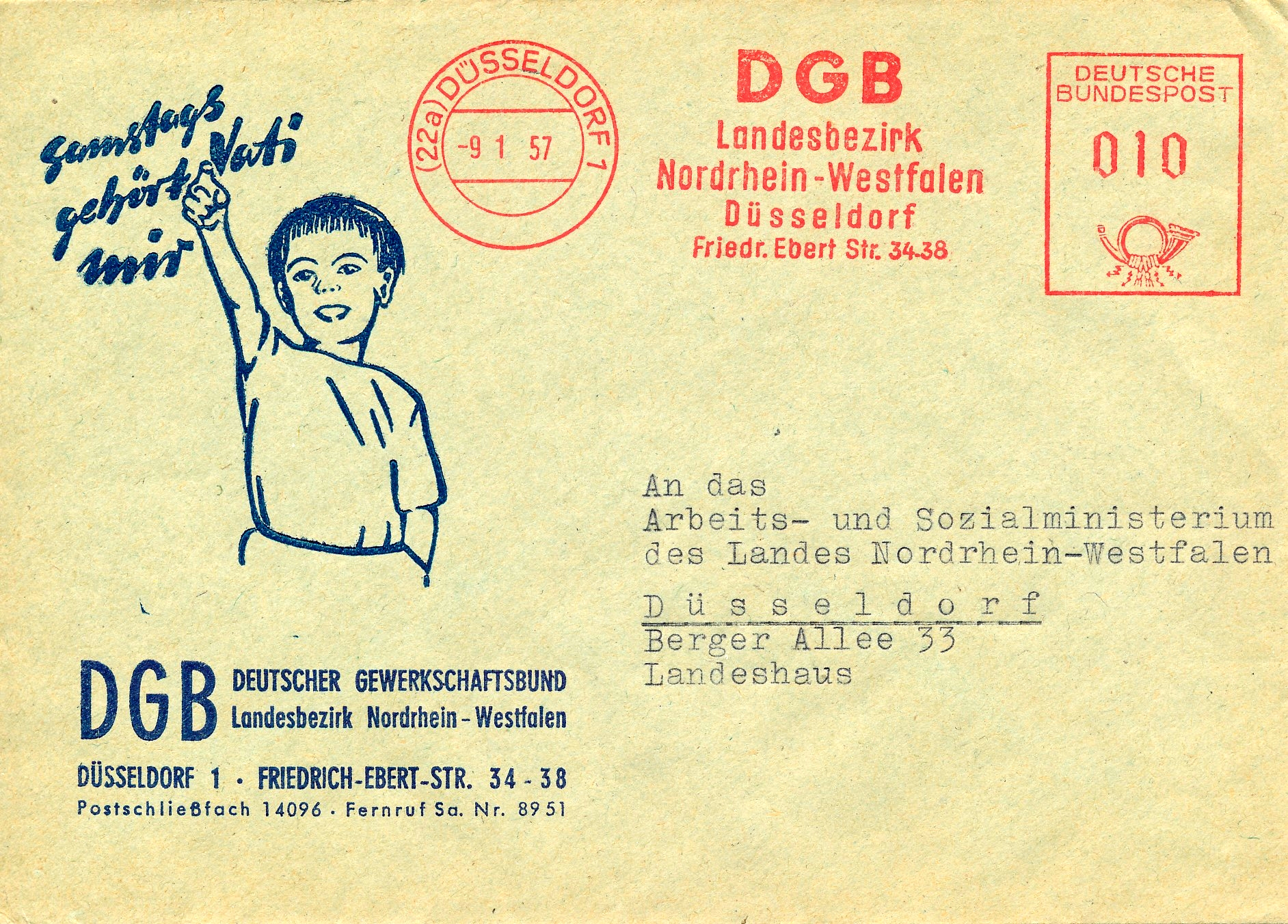
Werbebriefumschlag des DGB mit Absenderfreistempel von 1957

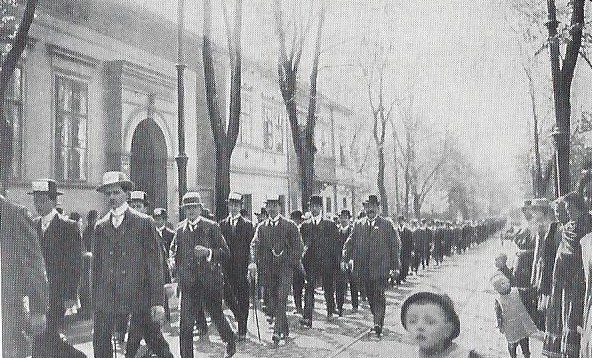
Hallenser Umzug für den Achtstundentag (1912)

Der Achtstundentag, auch 8-Stunden-Tag, war eine der ältesten Forderungen der Arbeiterbewegung. Sie wurde erstmals von Robert Owen (1771–1858), dem walisischen Unternehmer und Sozialreformer, in den 1810er Jahren in Großbritannien als Forderung formuliert. Owen prägte den Slogan: „Acht Stunden arbeiten, acht Stunden schlafen und acht Stunden Freizeit und Erholung“. Mit dem Achtstundentag wurde ein Werktag bezeichnet, an dem die reine Arbeitszeit, also ohne Hinzurechnung von Pausen, maximal acht Stunden betrug. Das Konzept wird bis heute in vielen Ländern großflächig angewandt.

## Die Anfänge
In den frühen 1830ern begann in Großbritannien die Gewerkschaftsbewegung zu wachsen und Kooperativen zu bilden. Sie begannen aktiv für Arbeitszeitverkürzungen, für ein Ende der Kinderarbeit, für Bildung von Kooperativen und für Jobvermittlungsämter zu kämpfen – Forderungen, für die sich Robert Owen schon seit zwei Jahrzehnten aktiv eingesetzt hatte. Nach dem Vorschlag von Owen, dass sich die Gewerkschaften doch zusammenschließen sollten, bildete sich 1834 die Grand National Consolidated Trade Union, mit deren 30.000 Mitgliedern Owen in den Kampf zur Arbeitszeitverkürzung und Verbesserung von Arbeitsbedingungen und Ausbildung ging. Auch wenn die Bewegung von der britischen Regierung zerschlagen wurde, so stand doch erstmals die Forderung nach einem Achtstundentag im Raum, wurde aufgegriffen und ging um die Welt. Als Etappenziel auf dem beschwerlichen Weg zur Durchsetzung des Achtstundentag trat am 1. Mai 1848 der Factory Act 1847 in Großbritannien in Kraft, in dem ein Zehnstundentag erstmals verbindlich festgeschrieben wurde.
Der erste dokumentierte erfolgreiche Streik für einen Achtstundentag wurde 1840 in Wellington, in Neuseeland ausgetragen. Den ersten offiziell eingeführten Achtstundentag mit vollem Lohnausgleich gab es allerdings erst 1856 in Australien. Steinmetze und Gebäudearbeiter erkämpften am 21. April 1856 in Melbourne mit einem Demonstrationsmarsch zum Parlament den Achtstundentag. Von diesem Zeitpunkt an stand der Achtstundentag als Symbol für demokratisch erkämpfte Arbeitnehmerrechte.
In Deutschland wurde den Arbeitern der Degussa bereits 1884 erstmals der 8-Stunden-Arbeitstag garantiert, in Großbritannien wenige Jahre später, 1889, den Beckton Gas workers.

## Europa

### Deutschland

#### Vor 1900

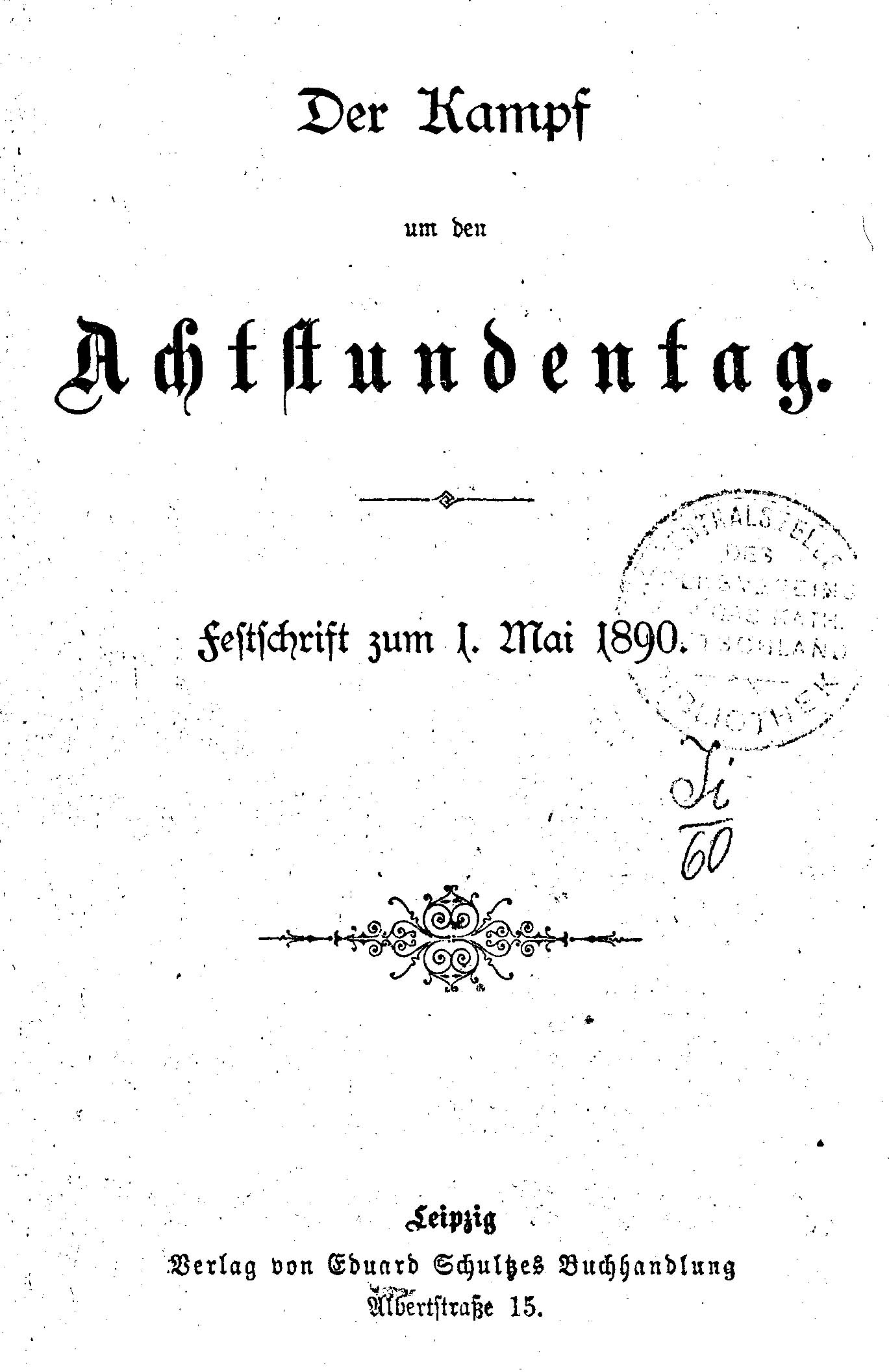
Der Kampf um den Achtstundentag, Festschrift zum Ersten Mai 1890

Auf dem Genfer Kongress der Internationalen Arbeiter Assoziation (IAA) 1866 wurde unter Mitwirkung von Karl Marx und Friedrich Engels die internationale gesetzliche Einführung des Achtstundentages gefordert und somit zur allgemeinen Forderung der Arbeiterklasse der gesamten Welt erhoben. 1869 fand sich diese Forderung bereits im Eisenacher Programm der Sozialdemokratischen Arbeiterpartei wieder. Doch noch 1885 wurde in einem Entwurf zum Arbeiterschutzgesetz von sozialdemokratischen Abgeordneten im Reichstag ein Zehnstundentag für Arbeiter über 16 Jahre gefordert, was dem internationalen Standard entsprach. Als die Degussa (Deutsche Gold- und Silberscheideanstalt) in Frankfurt am Main 1884 in ihrem Unternehmen den Achtstundentag einführte, war sie damit international ein Spitzenreiter. In Großbritannien etwa wurde ein Achtstundentag erst 1889 für die Beckton Gas workers im Osten Londons installiert.
Zum 1. Mai 1890 wurde eine Festschrift mit Argumenten zum Achtstundentag in 60.000 Exemplaren gedruckt und bis Jahresende auf nahezu 1.000 Veranstaltungen verteilt.

#### 1900 bis 2000
In Deutschland ist der Achtstundentag seit 1918 gesetzlich vorgeschrieben. Nach dem Ende des Ersten Weltkriegs (1914–1918) und mit dem Beginn der Novemberrevolution hatten Friedrich Ebert, die Mehrheits-Sozialdemokraten, die Gewerkschaften und die Arbeitgebervertreter der bedeutendsten deutschen Wirtschaftszweige (vor allem der Rüstungsindustrie) die Bildung einer Räterepublik nach russischem Vorbild zu verhindern versucht, und waren im Stinnes-Legien-Abkommen am 15. November 1918 übereingekommen, u. a. den Achtstundentag in allen Unternehmen der Schwer- und Rüstungsindustrie einzuführen.
Wofür die Arbeiter und Gewerkschaften so lange gekämpft hatten – Achtstundentag bei vollem Lohnausgleich für alle Arbeiter, ohne Unterschied des Alters und des Geschlechts – wurde acht Tage später unter diesen Umständen per Regierungsverordnung Realität. Am 23. November 1918 erließ der Leiter des am 12. November vom Rat der Volksbeauftragten geschaffenen Reichsamts für die wirtschaftliche Demobilmachung, Joseph Koeth, die den Achtstundentag einführende Anordnung über die Regelung der Arbeitszeit gewerblicher Arbeiter. Dem vorausgegangen waren mehr als ein halbes Jahrhundert Kampf für Arbeitszeitverkürzung und für den Achtstundentag.
1923, nachdem sich die gesellschaftlichen Strukturen wieder gefestigt hatten, erzielte die Unternehmerseite einen wichtigen Erfolg: Der gesetzlich verankerte Achtstundentag wurde wieder ausgehebelt. Die Arbeitszeitverordnung vom 21. Dezember 1923 gestattete neben dem Achtstundentag auch einen Zehnstundentag. Neben dem Kampf um die Tarifhoheit der Gewerkschaften war die Arbeitszeitfrage der Dreh- und Angelpunkt der sozialpolitischen Kämpfe in den Jahren von 1923 bis zur Weltwirtschaftskrise 1929, ohne dass eine der beiden Seiten eine nennenswerte Modifikation der Regelung von 1923 zu erzielen vermochte.
Auch die Arbeitszeitordnung von 1938 brachte keine wesentlichen inhaltlichen Veränderungen. Mit ihrer Hilfe wurden zudem die Mitwirkungsrechte der Betriebsvertretungen beseitigt. Während des Zweiten Weltkriegs wurden die meisten Arbeitszeit-Schutzvorschriften außer Kraft gesetzt. Erst mit der Direktive Nr. 26 „Regelung der Arbeitszeit“ vom 26. Januar 1946 wurde durch den Alliierten Kontrollrat die offizielle Wiedereinführung des Achtstundentages angeordnet. Damals war der Samstag Regelarbeitstag mit ebenfalls 8 Stunden Arbeitszeit. Es herrschte also eine 48-Stunden-Woche vor.
1956 begann der DGB eine Kampagne zur Einführung der 5-Tage-Woche bzw. 40-Stunden-Woche unter dem Motto „Samstags gehört Vati mir“. Diese setzte sich ab 1965 in Westdeutschland durch. Ab 1980 kämpfte die IG Metall in Westdeutschland für eine 35-Stunden-Woche, die ab 1990 teilweise durchgesetzt wurde. Ab Mitte der 1990er Jahre setzten die Betriebe der Metallindustrie jedoch schrittweise die Arbeitszeit wieder auf 40 Stunden hoch, zuerst für außertariflich bezahlte Arbeitnehmer.
Im Arbeitszeitgesetz (ArbZG) vom 6. Juni 1994 wurde der Achtstundentag mit Einschränkungen gesetzlich festgeschrieben. In § 3 – Arbeitszeit der Arbeitnehmer heißt es dazu: „Die werktägliche Arbeitszeit der Arbeitnehmer darf acht Stunden nicht überschreiten. Sie kann auf bis zu zehn Stunden nur verlängert werden, wenn innerhalb von sechs Kalendermonaten oder innerhalb von 24 Wochen im Durchschnitt acht Stunden werktäglich nicht überschritten werden.“ Damit wurde die Achtstundentagsregelung von 1918 sogar wieder aufgeweicht und die Arbeitszeit flexibilisiert. Da von einer Sechstagewoche ausgegangen wird – der Samstag gilt als Werktag –, beträgt die Wochenarbeitszeit also maximal 48 Stunden.

#### Seit 2000
Ab der Jahrtausendwende 2000 wurde in verschiedenen Industriebetrieben, bei Banken und in den Behörden der Länder wieder eine Wochenarbeitszeit von mehr als acht Stunden täglich auch im tarifvertraglichen Beschäftigungsverhältnis verlangt, Tendenz steigend. Nach einer Studie des Kölner Instituts zur Erforschung sozialer Chancen (ISO) zur realen Arbeitszeit in deutschen Betrieben, arbeitete 2004 ein Vollzeitbeschäftigter im Schnitt 42 Stunden pro Woche und damit deutlich länger als tarifvertraglich vereinbart. Die Richtlinie 2003/88/EG des Europäischen Parlaments und des Rates vom 4. November 2003 über bestimmte Aspekte der Arbeitszeitgestaltung legt sogar fest, dass die durchschnittliche Arbeitszeit, inklusive der Überstunden in einem Siebentageszeitraum und einem Bezugszeitraum von vier Monaten, 48 Arbeitsstunden nicht überschreiten darf.

### Österreich
In Österreich wurde erstmals 1889 im Bergbau Seegraben ein Achtstundentag vereinbart. Als Provisorium für Fabriken wurde er 1918 unter der Leitung des Sozialpolitikers Ferdinand Hanusch (1866–1923) eingeführt und 1918 gesetzlich verankert. Seitdem wurde die Arbeitszeit weiter reduziert, am 1. Februar 1959 von 48 auf 45 Stunden und ab 1969 bis 1975 schrittweise auf 40 Stunden pro Woche. Ab 1985 gab es einzelne Branchen, die auch 38 Stunden pro Woche vereinbarten.

### Frankreich
In Frankreich wurde der Achtstundentag bei vollem Lohnausgleich nach dem Ende des Ersten Weltkriegs am 23. April 1919 von der Abgeordnetenkammer und dem Senat nicht ohne Schwierigkeiten verabschiedet und gesetzlich verankert. Am 21. Juni 1936 wurde ein Gesetz zur 40-Stunden-Woche verabschiedet.
Auch nach der Mobilmachung zum Zweiten Weltkrieg wurde daran nicht mehr gerüttelt.

### Großbritannien
Die einzige gesetzliche Festschreibung eines Achtstundentages in Großbritannien erfolgte im Factory Act 1847, in dem ein Arbeitstag für Kinder zwischen 9 und 13 Jahren 8 Stunden nicht überschreiten durfte. Für alle anderen galt nach wie vor 12 Arbeitsstunden als Obergrenze. Mit dem Factory Act 1847, mit dem 1848 dann der 10-Stunden-Tag gesetzlich festgeschrieben wurde, erfolgte gleichzeitig noch eine Begrenzung auf 58 Stunden Arbeitszeit pro Woche, welche 1850 schon wieder auf 60 Stunden angehoben wurde. Die ersten Arbeiter, die ihre Forderung nach einem Achtstundentag verbindlich durchsetzen konnten, waren die Arbeiter des Londoner Gaswerks 1889. Alle britischen Regierungen haben sich bis heute stets geweigert, den Achtstundentag gesetzlich festzuschreiben.

## Amerika

### USA

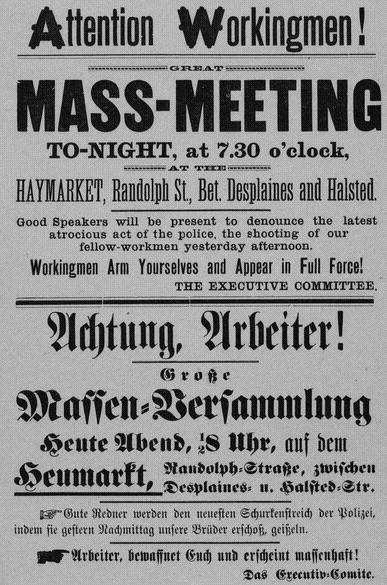
Aufruf, gedruckt im Büro der Arbeiter-Zeitung (Chicago 1886)

In den USA war der Kampf um den Achtstundentag eng verbunden mit dem Haymarket-Aufstand 1886 in Chicago.
Die sich in den 1830er bildende Arbeiterbewegung in den USA war anfangs mehr an Lohnerhöhungen interessiert als an Arbeitszeitverkürzungen. Um 1860 herum waren zehn Arbeitsstunden pro Tag noch Standard. Das sollte sich aber ändern, nachdem der US-Kongress und sechs weitere Staaten 1868 den Achtstundentag für Arbeiter in Staatsdiensten beschlossen. Mit der Unterschrift von Präsident Andrew Johnson am 29. Juni 1868 wurde der erste gesetzlich verbriefte Achtstundentag der USA gültig. Auch wenn dieses Gesetz noch wenig Nachahmung fand, so hatte es doch für die Arbeiterbewegung und die Gewerkschaften erhebliche Signalwirkung.
Die 1869 gegründete Knights of Labor, die ab 1879 unter Terence Vincent Powderly zur damals größten nationalen Gewerkschaftsorganisation emporstieg, übernahm ab 1884 die Kampagne und Wortführerschaft im Kampf um die Einführung des Achtstundentages. Die Bewegung die nun entstand, gipfelte in den Demonstrationen und Auseinandersetzungen um den 1. Mai 1886 herum. Das Bombenattentat am 4. Mai auf dem Haymarket in Chicago und die anschließenden Verfolgungen und Verurteilungen gaben der Achtstundentagbewegung zunächst einen empfindlichen Dämpfer, verhindern konnten sie die Einführung aber nicht.
Zu den Pionieren bei der Einführung einer kürzeren Arbeitszeit zählte der Automobilproduzent Henry Ford. Am 5. Januar 1914 teilte er nach einer Vorstandssitzung in einer Pressekonferenz den lokalen Zeitungen in Detroit mit, dass ab 12. Januar im Unternehmen die Arbeitszeit von neun auf acht Stunden reduziert und zugleich der Mindestlohn von 2,34 auf 5,00 US-Dollar pro Tag angehoben werde. Der Achtstundentag wurde in den gesamten Staaten, wenn auch recht spät, schließlich im Jahr 1938 Gesetz.

### Kanada
Auf dem Tischlerkongress 1891 in Seattle wurde beschlossen, dass die Einführung des Achtstundentags oberste Priorität bekommen sollte. 1893 beschloss die kanadische Regierung dann, dass für alle Bauarbeiten unter Regierungsauftrag der 8-stündige Arbeitstag gelten sollte. 6 Jahre später, am 12. Juni 1899, bekam der Achtstundentag in British Columbia per Gesetz für alle Arbeitnehmer seine Gültigkeit.

## Ozeanien

### Australien
Die Idee und die Forderungen zum Achtstundentag kamen aus dem Heimatland Großbritannien zu den australischen Kolonien in den 1850er und griffen dort schnell um sich. Auch von dem Nachbarland Neuseeland kam die Inspiration dazu herüber (siehe unten Neuseeland). Zudem wurde die Region Victoria und hier speziell die Hauptstadt Melbourne durch den australischen Goldrausch recht schnell reich. Handwerker und Bauarbeiter waren sehr gefragt und konnten dadurch einfacher Forderungen durchsetzen.
In Australien wurde der Achtstundentag bei vollem Lohnausgleich erstmals am 21. April 1856 durchgesetzt. An diesem Tage zogen in Melbourne Steinmetze und Bauarbeiter, die im Universitätsviertel beschäftigt waren, durch die Stadt und sammelten sich mit den Bauarbeitern vom Ostmarkt und vom Parlamentsgebäude und zogen mit ihrem Protest und ihren Forderungen zum Parlament. Inspiriert waren die Akteure aber vor allem durch ihre Kollegen aus Sydney, die bereits ein knappes Jahr zuvor am 18. August 1855 den achtstündigen Arbeitstag erkämpften, allerdings zu dem Preis von Lohneinbußen. Gesetzlich verankert wurde der Achtstundentag erstmals 1916 in New South Wales mit dem Eight Hours Act, mit dem die wöchentliche Arbeitszeit von 60 auf 48 Stunden bei einer Sechstagewoche reduziert wurde.

### Neuseeland
Mit der Bark Cuba der New Zealand Company kam am 29. Juli 1839 die Forderung nach dem Achtstundentag nach Wellington. Wo in anderen Ländern Arbeiterbewegungen und Gewerkschaften für die Einführung des Achtstundentags fochten, nahm derselbe in Neuseeland einen ganz eigenen Verlauf. Initiiert durch Samuel Duncan Parnell, Tischler aus Wellington, der sich 1840 hartnäckig und erfolgreich weigerte auch nur eine Minute mehr als 8 Stunden pro Tag zu arbeiten, entstand unter den Tischlern in Wellington eine Bewegung, die dazu führte, dass derjenige, der sie zu unterlaufen versuchte, auch schon mal im Hafenbecken landen konnte.
1849 wurden Arbeitern in Dunedin der Achtstundentag zugestanden und 1857 folgte Auckland reichlich spät. All diese Zugeständnisse beruhten auf freiwilligen Vereinbarungen. Ab 1882 wurden verstärkt Kampagnen und Demonstrationen zur gesetzlichen Einführung des Achtstundentages von den Gewerkschaften gestartet, doch alle ab dem Jahr in Regelmäßigkeit eingebrachten Gesetzesinitiativen scheiterten jeweils an der Mehrheit der Arbeitgeber und der Landbesitzer im Parlament. Obwohl bis heute alle Gesetzesinitiativen gescheitert sind, ist der Achtstundentag durch andere Vereinbarungen heute allgemein gültig.

## Studien
Der Acht-Stunden-Tag ist gesundheitlich vorteilhaft und erhöht die Arbeitseffizienz. Die Studienlage weist insgesamt darauf hin, dass eine tägliche Arbeitszeit von zehn Stunden oder mehr die Gefahr für psychische Erkrankungen, koronare Herzerkrankungen, Stoffwechselerkrankungen und Schlafstörungen erhöht. Auch das Unfallrisiko verdoppelt sich Studien zufolge nach 12 Stunden. Arbeitszeiten von mehr als acht Stunden führen daher vermehrt zu Personalausfällen. Das hat zur Folge, dass bei längeren Arbeitszeiten über den Acht-Stunden-Tag hinaus oft nur kurzfristig mehr geleistet wird, langfristig tritt ein gegenteiliger Effekt ein und die Leistung vermindert sich.